# Región Especial de Borneo Occidental
La región especial de Borneo Occidental (en indonesio: Daerah Istimewa Kalimantan Barat) era una entidad componente de los Estados Unidos de Indonesia en la parte occidental de Borneo. Fue establecida el 12 de mayo de 1947 con capital en Pontianak. Borneo Occidental se disolvió el 22 de abril de 1950 y pasó a formar parte de la provincia de Borneo, que se formó el 14 de agosto de 1950 con su capital en Banjarmasin. Tras la división de la provincia de Borneo, el antiguo territorio de Borneo Occidental fue asignado a Borneo Occidental en 1956, el cual permanece hasta la actualidad.